# Frémeaux et Associés

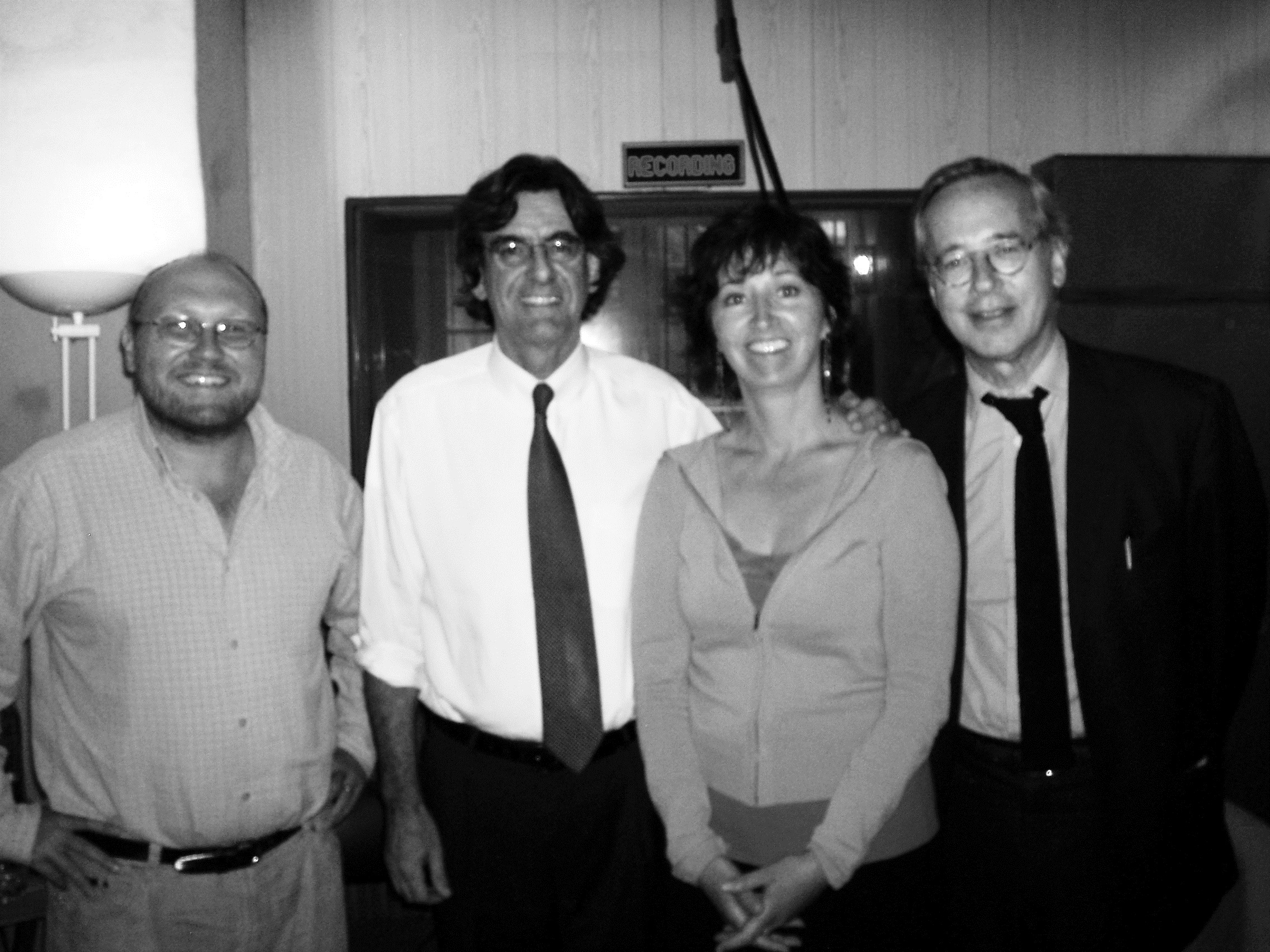
(von links) Patrick Fremeaux, Luc Ferry, Claude Colombini und Olivier Orban (2006)

Frémeaux & Associés ist ein französisches Tonträgerunternehmen.
Das Plattenlabel Frémeaux & Associés wurde 1991 von Claude Colombini und Patrick Frémeaux gegründet. Auf dem in Vincennes ansässigen Label erschienen Aufnahmen aus den Bereichen Jazz, gesprochenes Wort, Blues, Gospel, Countrymusik, Chansons und Weltmusik. Sublabel sind Body & Soul und The Blues, auf dem historische Bluesaufnahmen erschienen. 2001 wurde das Label mit dem Prix in Honorem der Académie Charles-Cros, 2014 mit dem Grand Prix der Académie du Jazz ausgezeichnet.